# Hello Tomorrow!
Hello Tomorrow! ou Bonjour demain! au Québec, est une série télévisée américaine de comédie dramatique de science-fiction en dix épisodes de 30 minutes. Elle est diffusée depuis le 17 février 2023 sur Apple TV+.

## Synopsis
Jack Billings,un fournisseur ambulant, vend des multipropriétés lunaires, dans un monde rétrofuturiste.

## Fiche technique
Sauf indication contraire, les informations mentionnées dans cette section peuvent être confirmées par la base de données cinématographiques IMDb,  présente dans la section « Liens externes ».
- Titre original : Hello Tomorrow!
- Réalisation : Jonathan Entwistle
- Scénario : Lucas Jansen, Amit Bhalla, Stephen Falk, Jiehae Park, Wes Brown et Olivia Milch
- Casting : Douglas Aibel et Stephanie Holbrook
- Montage : Vanessa Procopio
- Décors :
- Costumes : Natalie Arango et Dorene Oakley
- Photographie : Tim Norman
- Musique : Mark Mothersbaugh
- Production : 
  - Producteur délégué : Amit Bhalla, Stephen Falk, Lucas Jansen, Billy Crudup, Jonathan Entwistle, Blake Griffin, Ryan Kalil et Noah Weinstein
- Sociétés de production : Apple Studios, MRC Television et Mortal Media
- Société de distribution : Apple TV+
- Chaîne d'origine : Apple TV+
- Pays d'origine :  États-Unis
- Langue originale : anglais
- Genre : Comédie dramatique de science-fiction
- Durée : 30 minutes

## Distribution

### Principaux
- Billy Crudup (VF : Fabrice Josso) : Jack Billings
  - Will Fitz : Jack jeune
- Hank Azaria (VF : Mathieu Buscatto) : Eddie
- Haneefah Wood (en) (VF : Virginie Emane) : Shirley Stedman
- Alison Pill (VF : Jessica Monceau) : Myrtle Mayburn
- Nicholas Podany (VF : Jean-Stan Du Pac) : Joey Shorter
- Dewshane Williams (VF : Baptiste Marc) : Herb Porter

### Récurrents
- Jacki Weaver (VF : Anne Plumet) : Barbara Billings
- Dagmara Domińczyk (VF : Nathalie Spitzer) : Elle
- Michael Paul Chan (VF : Olivier Destrez) : Walt
- Matthew Maher (en) (VF : Jérôme Wiggins) : Lester Costopolous

### Invités
- Michael J. Harney (VF : Patrice Melennec) : Sal
- Frankie Faison (VF : Benoît Allemane) : Buck Manzell
- W. Earl Brown (VF : Bertrand Dingé) : Big Fred
- Gabriel Ebert (en) (VF : Guillaume Bourboulon) : Marvin Mayburn
- Susan Heyward (VF : Annie Milon) : Betty Porter

 Source et légende : version française (VF) sur RS Doublage

## Épisodes
1. Vos meilleurs lendemains, dès aujourd'hui (Your Brighter Tomorrow, Today)
2. Un bon vendeur sait créer son propre marché (Great Salesmen Make Their Own Turf)
3. Un commis-voyageur voyage (A Traveling Salesman Travels)
4. Des formulaires dûments complétés et bien classés (Forms, Appropriately Filled and Filed)
5. Ça vient de Stanley Jenkins (From the Desk of Stanley Jenkins)
6. Les nombres derrière les nombres (The Numbers Behind the Numbers)
7. Chaque jour son apocalypse (Another Day, Another Apocalypse)
8. Le vaisseau-mère Gargon (The Gargon Mothership)
9. Quand on joue avec le feu… (Certain Forces Once Unleashed)
10. Tout pour être heureux (What Could Be Better?)